# James Mercer
James Mercer   (Bootle, 15 de gener de 1883 - Londres, 21 de febrer de 1932) va ser un matemàtic anglès.

## Vida i Obra
Mercer va estudiar al University College de Liverpool i al Trinity College (Cambridge), en el qual es va graduar com senior wrangler el 1907 i obtenint el Premi Smith de l'any següent. Durant la Primera Guerra Mundial va ser instructor al Royal Naval College, participant també a la batalla naval de Jutlàndia.
Acabada la guerra, va tornar fer de professor a Cambridge, però la seva mala salut va impedir que pogués fer una carrera acadèmica plena. Es va haver de retirar el 1926 per malaltia.
Mercer és recordat per haver enunciat el teorema de Mercer (1909), un important resultat d'anàlisi matemàtica.